# 통발 (도구)

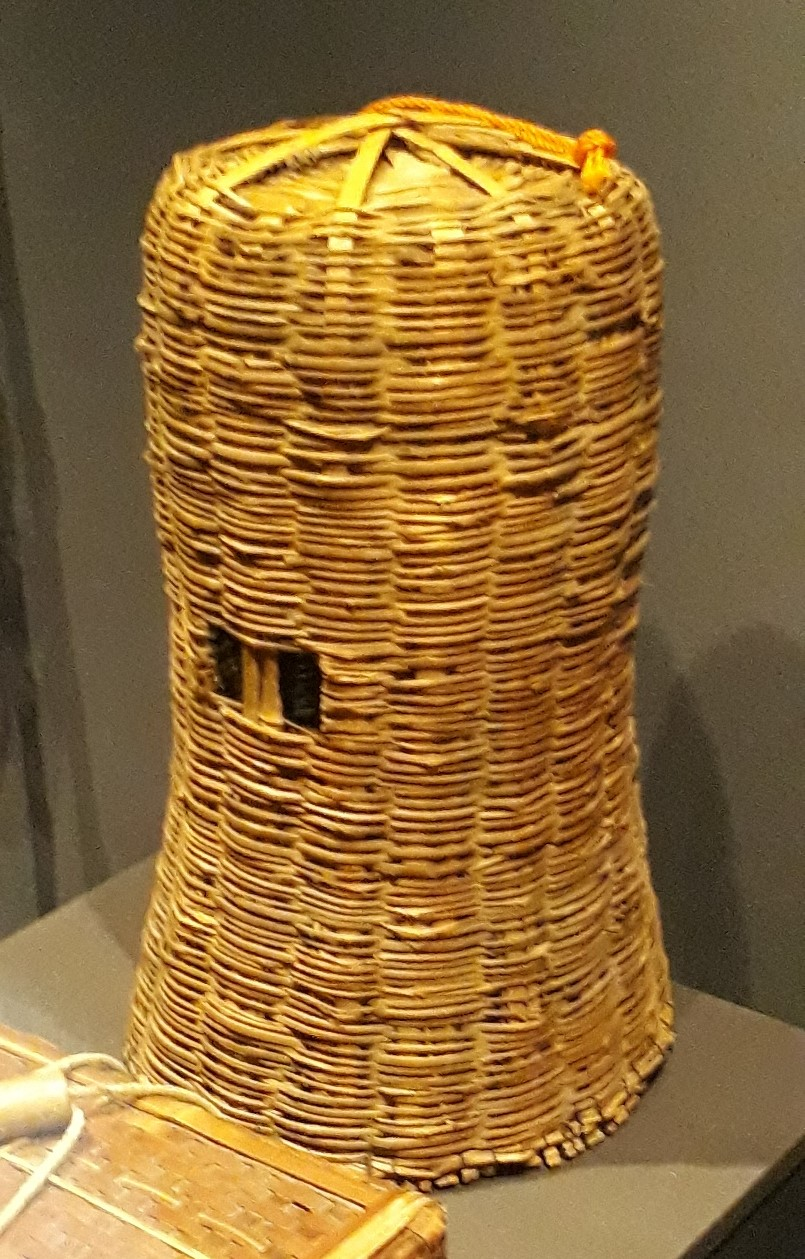
통발의 모습

통발은 물고기를 가두어 잡는 데 쓰는 도구이다. 과거에는 댓나무, 싸리 등으로 엮어서 만들었으나, 현대에는 비닐, 플라스틱, 아크릴 등과 같은 다양한 재료로 만들어지고 있다.

## 갤러리

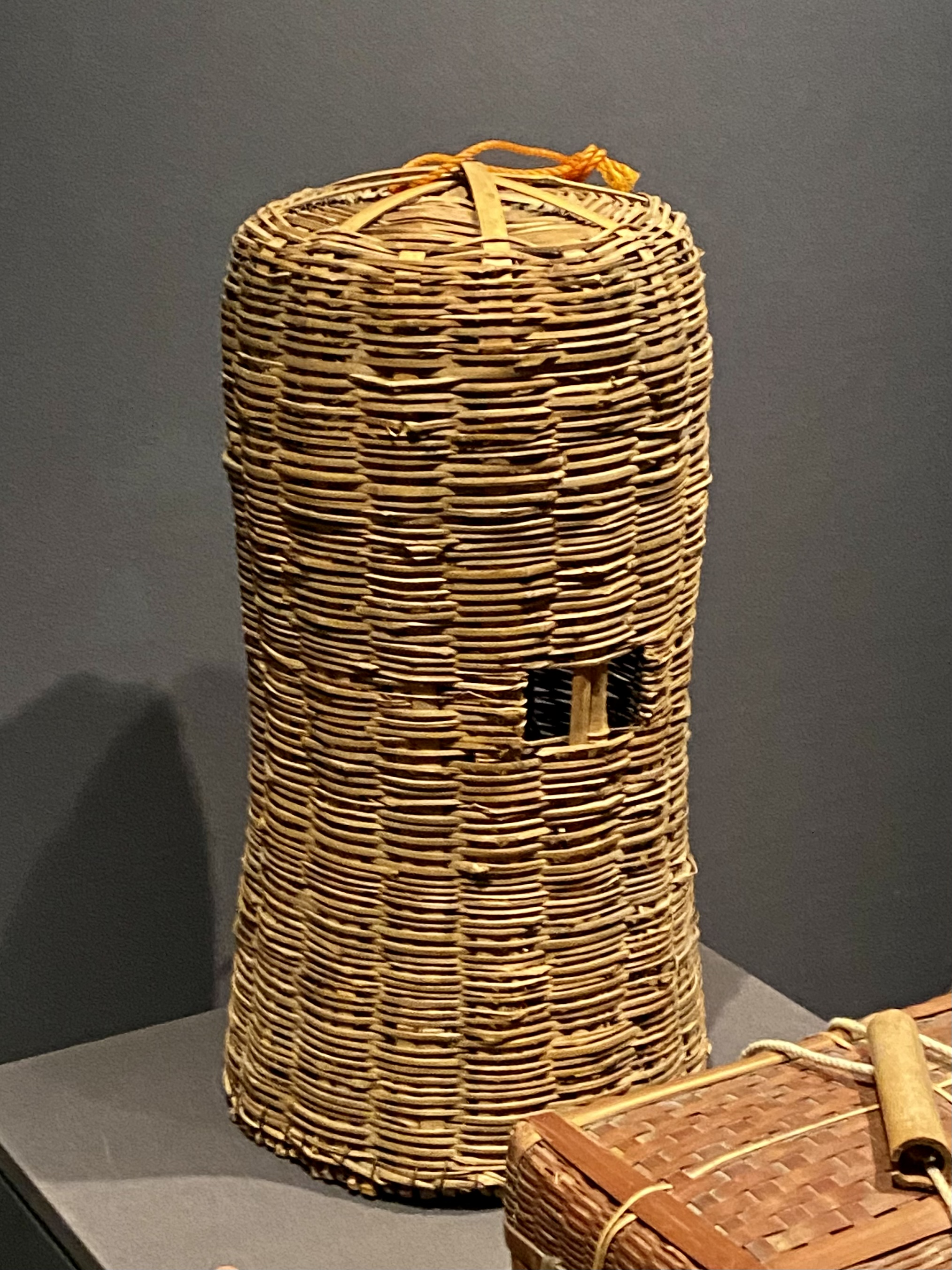
국립민속박물관 상설전시실2에 전시되어있는 통발

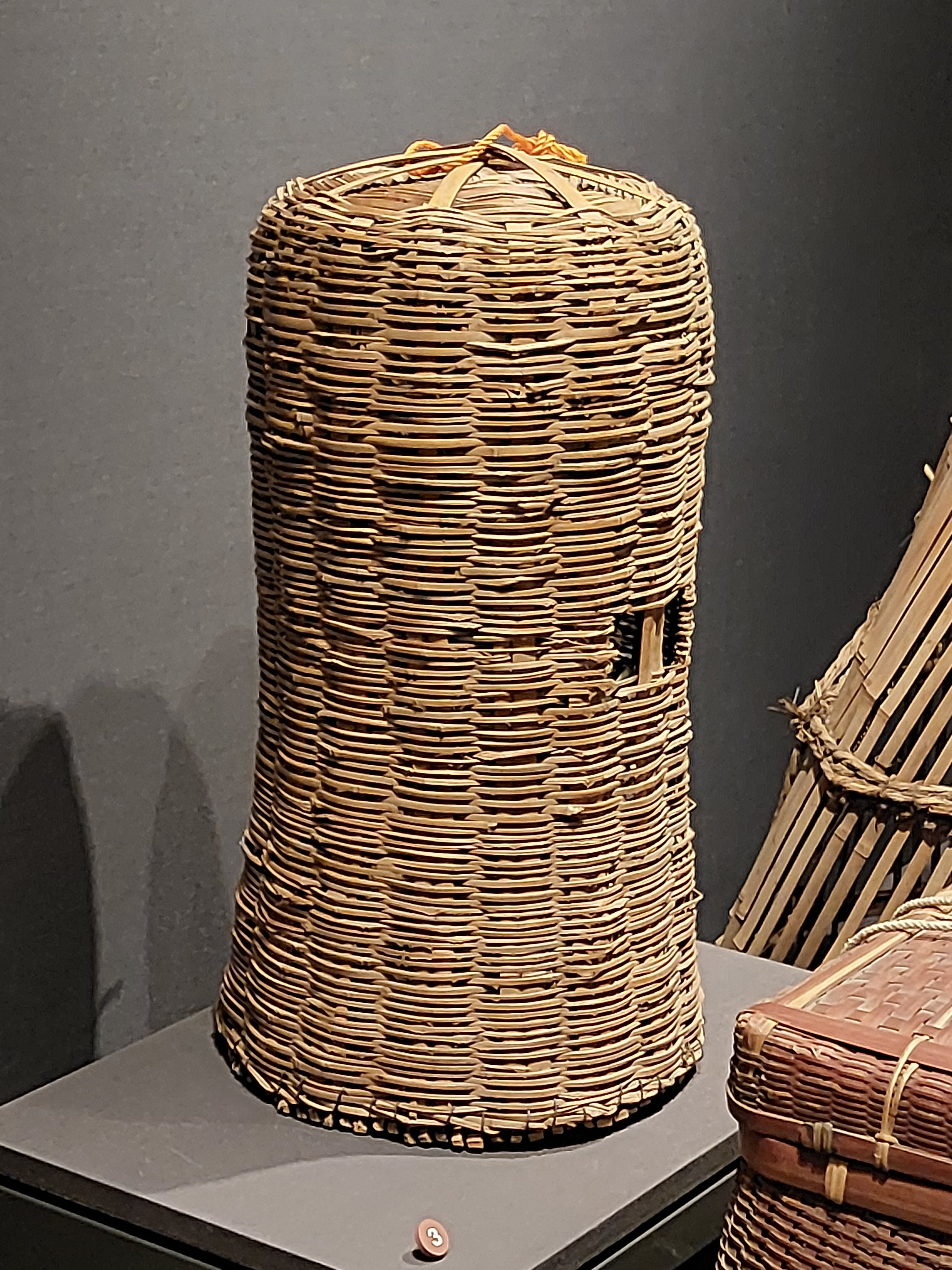
국립민속박물관 상설전시실 2에 전시된 통발
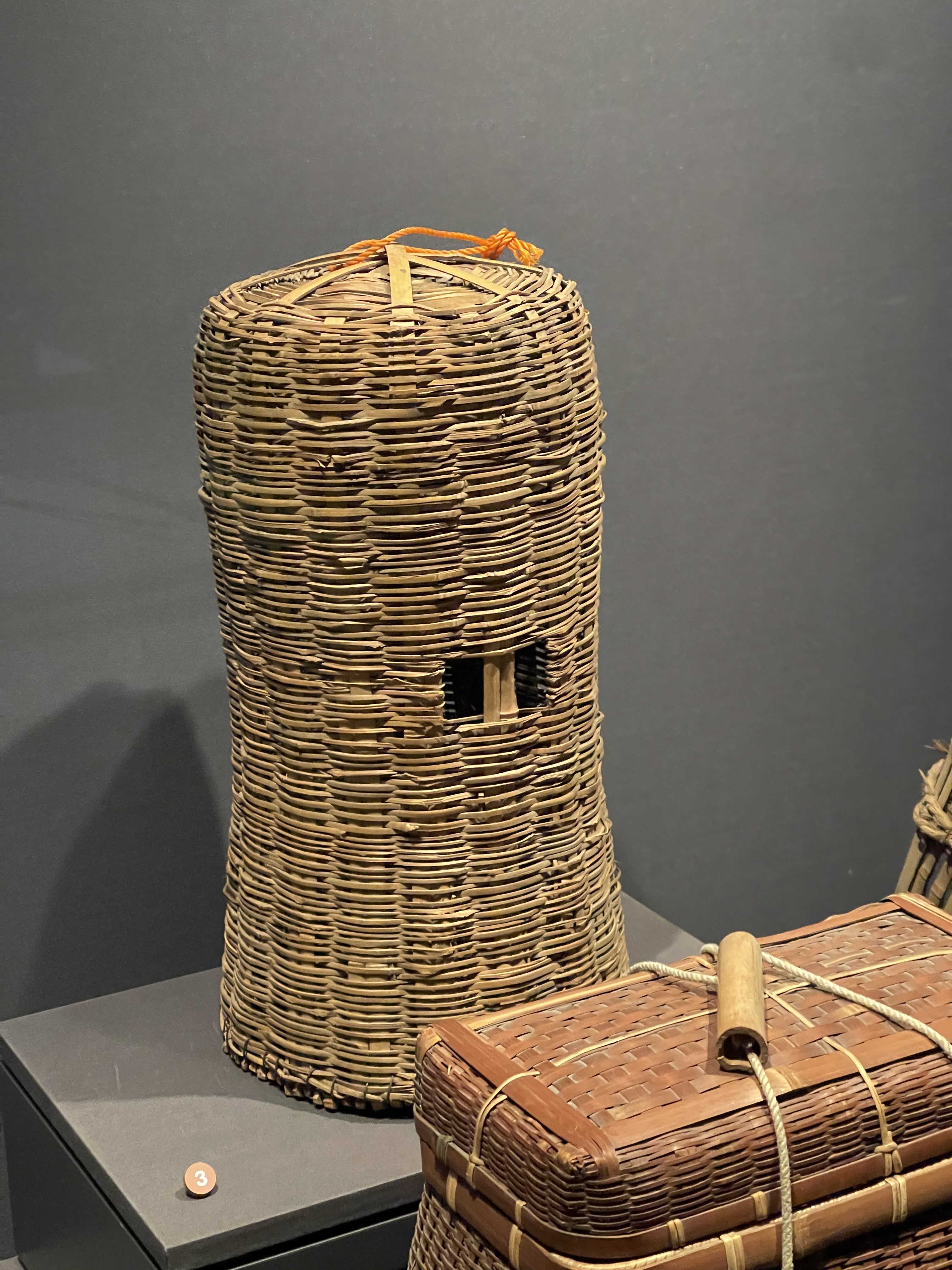

## 같이 보기
- 그물